# Promise Her Anything
Promise Her Anything is een Brits-Amerikaanse romantische komedie uit 1965 onder regie van Arthur Hiller. De film, met in de hoofdrollen Warren Beatty en Leslie Caron, werd destijds in Nederland uitgebracht onder de titel Baby op de sex-toer.

## Verhaal
Als de aantrekkelijke jonge Française Michele O'Brien, weduwe van een Amerikaanse soldaat, met haar anderhalf jaar oude zoontje John in een New Yorkse flat de buurvrouw wordt van de jonge filmer Harley Rummell, verandert het leven van deze cineast op slag. Hij probeert zijn brood te verdienen met het maken van minder nette seksfilms, maar het levert weinig op.
Als Rummell dan door allerlei oorzaken een keer op de baby van zijn buurvrouw moet passen, komt het jongetje in zijn seksfilms terecht en die worden een groot succes. Ondertussen ziet Michele in de ongehuwde kinderarts Philip Brock de ideale huwelijkskandidaat.

## Rolverdeling
| Acteur           | Personage        |
| ---------------- | ---------------- |
| Warren Beatty    | Harley Rummell   |
| Leslie Caron     | Michele O'Brien  |
| Bob Cummings     | Dr. Philip Brock |
| Keenan Wynn      | Angelo Carelli   |
| Hermione Gingold | Mrs. Luce        |
| Lionel Stander   | Sam              |
| Asa Maynor       | Rusty            |
| Cathleen Nesbitt | Mrs. Brock       |
| Michael Bradley  | John Thomas      |
| Warren Mitchell  | Frank Focus      |

## Ontvangst
De film kreeg mild-positieve reacties van de Nederlandse pers. Recensent van De Waarheid noemde het "een leuke, vlotte film. Anderhalf uur aardige verstrooiing. Meer wil die film ook niet zijn."
Criticus van Het Parool schreef: "Dat deze kleurenfilm bij flitsen en vlagen toch iets aardiger is dan dit povere verhaaltje belooft is te danken aan de soms wel grappige bijzaken die regisseur Arthur Hiller in zijn vlotte verteltrant aanstipt. Lionel Stander en Keenan Wynn verlevendigen de film door geslaagde bijrollen, de sfeer van de New Yorkse artiestenwijk, waarin men ook Chaplin's opstandige zoon Michael als beatnik tegenkomt is in sommige uitschieters niet slecht getroffen. Omdat er door Beatty en Leslie Caron bovendien spontaan geacteerd wordt heeft Arthur Hiller nog net zijn gezicht gered. Meer viel met dit gegeven werkelijk niet te bereiken."